# مدار ۳۶ درجه شمالی
مدار ۳۶ درجه شمالی، دایره‌ای از عرض جغرافیایی است که در ۳۶ درجهٔ شمالی خط استوا  قرار دارد.

## گذر از مناطق
از نصف‌النهار مبدأ شروع می‌شود و به سمت مشرق ۳۶ درجه شمالی از موارد زیر گذر می‌کند:
| مختصات‌ها                                             | کشور، قلمرو یا دریا | توضیحات |
| ---------------------------------------------------- | ------------------- | --- |
| ۳۶°۰′ شمالی ۰°۰′ شرقی / ۳۶٫۰۰۰°شمالی ۰٫۰۰۰°شرقی      | مدیترانه            | |
| ۳۶°۰′ شمالی ۰°۷′ شرقی / ۳۶٫۰۰۰°شمالی ۰٫۱۱۷°شرقی      | الجزایر             | |
| ۳۶°۰′ شمالی ۸°۱۸′ شرقی / ۳۶٫۰۰۰°شمالی ۸٫۳۰۰°شرقی     | تونس                | |
| ۳۶°۰′ شمالی ۱۰°۳۱′ شرقی / ۳۶٫۰۰۰°شمالی ۱۰٫۵۱۷°شرقی   | مدیترانه            | گذرکردن از شمال جزیرهٔ Linosa, ایتالیا · Passing between the جزیرهٔ Comino و Malta, مالت                                                                                            |
| ۳۶°۰′ شمالی ۲۳°۱۰′ شرقی / ۳۶٫۰۰۰°شمالی ۲۳٫۱۶۷°شرقی   | دریای اژه           | Passing between the جزیرهٔ کیثیرا و Antikythera, یونان · گذرکردن از شمال Saria Island, یونان                                                                                       |
| ۳۶°۰′ شمالی ۲۷°۴۵′ شرقی / ۳۶٫۰۰۰°شمالی ۲۷٫۷۵۰°شرقی   | یونان               | جزیرهٔ رودس |
| ۳۶°۰′ شمالی ۲۷°۵۵′ شرقی / ۳۶٫۰۰۰°شمالی ۲۷٫۹۱۷°شرقی   | مدیترانه            | |
| ۳۶°۰′ شمالی ۳۵°۵۹′ شرقی / ۳۶٫۰۰۰°شمالی ۳۵٫۹۸۳°شرقی   | ترکیه               | |
| ۳۶°۰′ شمالی ۳۶°۲۲′ شرقی / ۳۶٫۰۰۰°شمالی ۳۶٫۳۶۷°شرقی   | سوریه               | |
| ۳۶°۰′ شمالی ۴۱°۱۷′ شرقی / ۳۶٫۰۰۰°شمالی ۴۱٫۲۸۳°شرقی   | عراق                | |
| ۳۶°۰′ شمالی ۴۵°۲۱′ شرقی / ۳۶٫۰۰۰°شمالی ۴۵٫۳۵۰°شرقی   | ایران               | |
| ۳۶°۰′ شمالی ۶۱°۱۰′ شرقی / ۳۶٫۰۰۰°شمالی ۶۱٫۱۶۷°شرقی   | ترکمنستان           | |
| ۳۶°۰′ شمالی ۶۳°۴۹′ شرقی / ۳۶٫۰۰۰°شمالی ۶۳٫۸۱۷°شرقی   | افغانستان           | |
| ۳۶°۰′ شمالی ۷۱°۱۵′ شرقی / ۳۶٫۰۰۰°شمالی ۷۱٫۲۵۰°شرقی   | پاکستان             | خیبر پختونخوا · گلگت-بلتستان - ادعا شده توسط هند |
| ۳۶°۰′ شمالی ۷۶°۶′ شرقی / ۳۶٫۰۰۰°شمالی ۷۶٫۱۰۰°شرقی    | Shaksgam Valley     | Area تحت کنترل چین, ادعا شده توسط هند |
| ۳۶°۰′ شمالی ۷۶°۴۸′ شرقی / ۳۶٫۰۰۰°شمالی ۷۶٫۸۰۰°شرقی   | چین                 | سین‌کیانگ منطقه خودمختار تبت چینگهای گانسو — گذرکردن از جنوب لانژو نینگ‌شیا Gansu شاآنشی شانشی استان هنان شاندونگ Henan (حدود 15&nbsp;km) Shandong — گذرکردن از جنوب چینگدائو       |
| ۳۶°۰′ شمالی ۱۲۰°۱۸′ شرقی / ۳۶٫۰۰۰°شمالی ۱۲۰٫۳۰۰°شرقی | دریای زرد           | |
| ۳۶°۰′ شمالی ۱۲۶°۴۲′ شرقی / ۳۶٫۰۰۰°شمالی ۱۲۶٫۷۰۰°شرقی | کره جنوبی           | |
| ۳۶°۰′ شمالی ۱۲۹°۳۵′ شرقی / ۳۶٫۰۰۰°شمالی ۱۲۹٫۵۸۳°شرقی | دریای ژاپن          | |
| ۳۶°۰′ شمالی ۱۳۳°۱′ شرقی / ۳۶٫۰۰۰°شمالی ۱۳۳٫۰۱۷°شرقی  | ژاپن                | جزیرهٔ Chiburi-shima: — استان شیمانه |
| ۳۶°۰′ شمالی ۱۳۳°۴′ شرقی / ۳۶٫۰۰۰°شمالی ۱۳۳٫۰۶۷°شرقی  | دریای ژاپن          | |
| ۳۶°۰′ شمالی ۱۳۵°۵۸′ شرقی / ۳۶٫۰۰۰°شمالی ۱۳۵٫۹۶۷°شرقی | ژاپن                | جزیرهٔ هونشو: — استان فوکوئی — استان گیفو — استان ناگانو — استان گونما &minus; حدود 4 km — استان سایتاما — استان چیبا &minus; حدود 6 km — استان ایباراکی                           |
| ۳۶°۰′ شمالی ۱۴۰°۴۰′ شرقی / ۳۶٫۰۰۰°شمالی ۱۴۰٫۶۶۷°شرقی | اقیانوس آرام        | |
| ۳۶°۰′ شمالی ۱۲۱°۳۰′ غربی / ۳۶٫۰۰۰°شمالی ۱۲۱٫۵۰۰°غربی | ایالات متحده آمریکا | کالیفرنیا نوادا آریزونا نیومکزیکو تگزاس اکلاهما آرکانزاس میزوری / Arkansas border (approximate) تنسی کارولینای شمالی (حدود 14&nbsp;km) Tennessee (حدود 12&nbsp;km) North Carolina |
| ۳۶°۰′ شمالی ۷۵°۳۹′ غربی / ۳۶٫۰۰۰°شمالی ۷۵٫۶۵۰°غربی   | اقیانوس اطلس        | |
| ۳۶°۰′ شمالی ۵°۵۰′ غربی / ۳۶٫۰۰۰°شمالی ۵٫۸۳۳°غربی     | تنگه جبل‌الطارق      | Passing a few metres south of Punta de Tarifa, اسپانیا - the most southerly point of the European mainland                                                                        |
| ۳۶°۰′ شمالی ۵°۲۵′ غربی / ۳۶٫۰۰۰°شمالی ۵٫۴۱۷°غربی     | مدیترانه            | |